# Dario Martinelli
Dario Martinelli (Andria, 1974) è un musicologo e semiologo italiano, direttore dell'International Semiotics Institute (ISI) alla Università tecnica di Kaunas (KTU).
Presso la KTU è professore ordinario di Teoria e Storia delle Arti, alla Facoltà di Arti, Scienze Umane e Sociali; è anche professore aggregato presso le università di Helsinki e della Lapponia. È stato insignito con l'Ordine della Stella della Solidarietà Italiana, per meriti di carattere scientifico e culturale, il 1º giugno 2006.
Risiede a Vilnius, capitale della Lituania, ed è stato Primo Ricercatore del Consiglio di Ricerca Lituano per un progetto sulle relazioni fra politica e musica della durata di tre anni, fino al dicembre 2016. Si occupa inoltre di filmologia zoosemiotica e zoomusicologia, un concetto quest'ultimo che egli riprende da François Bernard Mâche per svilupparlo in maniera propria. In generale, la sua formazione musicologica e semiotica deve molto ai suoi due mentori Gino Stefani, all'Università di Bologna (dove Martinelli si è laureato) e Eero Tarasti, all'Università di Helsinki (dove Martinelli si è dottorato).
Dal 2015 dirige una collana intitolata "Numanities: Arts and Humanities in Progress" per i tipi di Springer, dedicata agli sviluppi più recenti e innovativi delle scienze umane. La collana è stata inaugurata con una monografia dello stesso Martinelli, intitolata "Arts and Humanities in Progress: A Manifesto of Numanities", in cui vengono dettate le linee-guida di questa piattaforma teorica. 
È autore anche di saggi non prettamente accademici. In Lettera a un futuro animalista (2014, tradotto poi in lituano nel 2017), dedicato a suo figlio Elmis, spiega la decisione di crescere suo figlio secondo un'etica  animalista. Su questi temi, in generale, dal pensiero teorico di Martinelli emerge un'ontologia antispecista.
Martinelli è anche attivo come musicista e compositore, e ha pubblicato un CD di musica elettronica sperimentale con il compositore finlandese Petri Kuljuntausta, intitolato Zoosphere (2008), e uno di musica pop-rock intitolato (R)esistere (2009).

## Monografie
In inglese
- How Musical is a Whale? Towards a Theory of Zoomusicology, Acta Semiotica Fennica, 2002
- Proposals for a Handbook of Zoosemiotics, Acta Semiotica Fennica, 2006
- Of Birds, Whales, and Other Musicians: An Introduction to Zoomusicology, University of Scranton Press, 2009
- Authenticity, Performance and Other Double-Edged Words: Essays on Popular Music, Acta Semiotica Fennica, 2010
- A Critical Companion to Zoosemiotics: People, Paths, Ideas, Springer, 2010
- Lights, Camera, Bark! Representation, Semiotics and Ideology of Nonhuman Animals in Cinema, Publishing House Technologija, 2014
- Arts and Humanities in Progress: A Manifesto of Numanities, Springer, 2016
- Basics of Animal Communication, Cambridge Scholars Publishing, 2017
- Give Peace a Chant: Popular Music, Politics and Social Protest, Springer, 2017
- What You See Is What You Hear: Creativity and Communication in Audiovisual Texts, Springer 2020

In italiano
- Quando la musica è bestiale per davvero: studiare e capire la zoomusicologia, Aracne, 2011
- Lettera a un futuro animalista, Mursia, 2014

In lituano
- Laiškai sūnui vegetarui, Kitos Knygos, 2017